# Marcgravia zonopunctata
Marcgravia zonopunctata är en tvåhjärtbladig växtart som beskrevs av S. Dressler. Marcgravia zonopunctata ingår i släktet Marcgravia och familjen Marcgraviaceae. Inga underarter finns listade i Catalogue of Life.